# Eurema nilgiriensis
Eurema nilgiriensis, é uma pequena borboleta da família Pieridae, isto é, as amarelos e brancas, que é encontrada no sul da Índia.

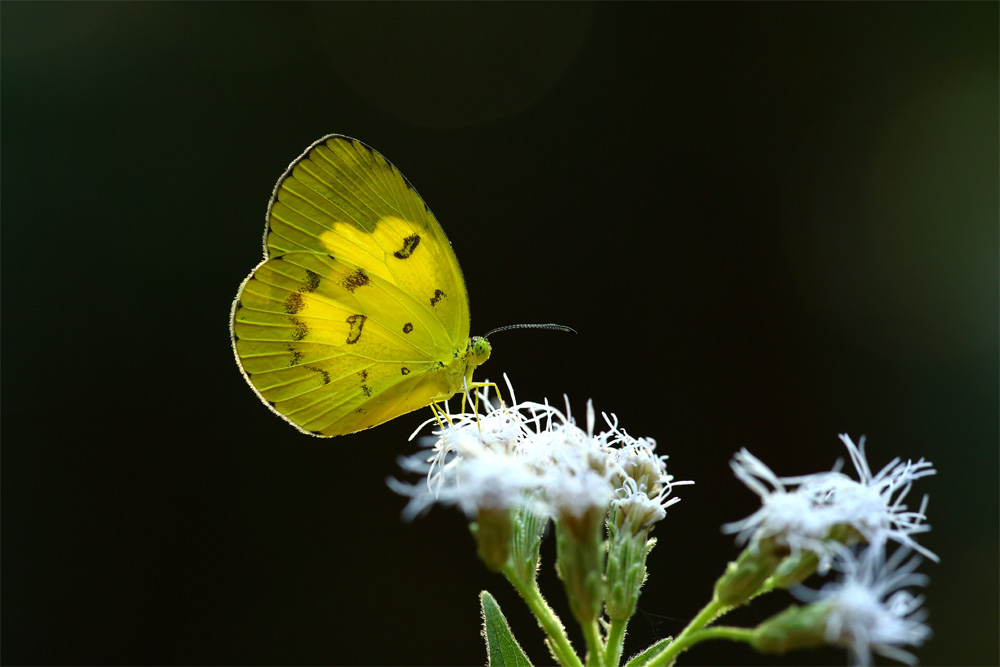
Eurema nilgiriensis de Kozhikode, Kerala

Ela está intimamente relacionada com Eurema andersoni, Eurema ormistoni, Eurema celebensis e Eurema beatrix. Esta espécie é conhecida apenas a partir do sul da Índia.